# Военно-воздушные силы Доминиканской Республики
Доминиканские воздушные силы (исп. Fuerza Aérea Dominicana) — один из видов вооружённых сил Доминиканской Республики. Образованы 5 февраля 1948 года.

## История
В 1932 году в стране была открыта авиашкола “Campo Colombia”, подписан указ создании армейской авиации (El Arma de Aviación del Ejército Nacional) и выделены денежные средства на приобретение самолётов. В 1933 году в США были куплены три биплана Vought O2S-3SD Corsair.
После японского нападения на Пёрл-Харбор в декабре 1941 года, вслед за США, Доминиканская Республика объявила войну Японии, Германии и Италии. После этого, до окончания Второй мировой войны по программе ленд-лиза из США была получена дополнительная авиатехника: 18 самолётов (шесть учебно-тренировочных AT-6, три лёгких L-3, шесть учебных PT-17 и три учебных BT-13), а также 9 запасных авиадвигателей и 7 воздушных винтов к ним.
В 1943 году было начато строительство авиабазы в районе Санто-Доминго, которое было закончено в 1953 году. 23 марта 1953 года авиабаза была официально введена в эксплуатацию и получила имя "Base Aerea Presidente Trujillo" в честь диктатора Р. Трухильо, но после его убийства в мае 1961 года была переименована в авиабазу "Сан-Исидро".
После подписания 2 сентября 1947 года в Рио-де-Жанейро Межамериканского договора о взаимной помощи, по программе военной помощи из США были получены дополнительные самолёты.
В конце января 1959 года объединившиеся политические эмигранты из Доминиканской Республики создали Движение за освобождение Доминиканской Республики, после согласования руководящего комитета и составления политической программы в июне 1959 года они начали восстание. Для подавления этого восстания правительство мобилизовало вооружённые силы и 100 тыс. гражданских резервистов, а также использовало авиацию. 
В 1970 году военно-воздушные силы насчитывали около 3,5 тыс. человек и около 110 устаревших самолётов.
В 1994 году по программе военной помощи из США были получены шесть вертолётов UH-1H.
В сентябре 1998 года главная авиабаза страны "Сан-Исидро" пострадала от тропического урагана "George".
По состоянию на начало 2005 года военно-воздушные силы насчитывали 5,5 тыс. человек, 32 самолёта (шесть штурмовиков A-37B, восемь ENAER T-35B, три учебных T-41D, десять EMB-314, один "Beechcraft 60", один "Beechcraft 200", два Piper PA-31 и одна Cessna 207) и 10 вертолётов (один OH-1A, один SE-3130, шесть UH-1H и два Aérospatiale SA 365).
В конце декабря 2008 года был подписан контракт о поставке из Бразилии восьми учебно-тренировочных самолётов AT-29 «Super Tucano», к 29 октября 2010 года из Бразилии было получено 8 самолётов.
7 апреля 2013 года в ходе авиашоу упал в Карибское море учебно-тренировочный самолёт ENAER T-35 Pillán ВВС Доминиканской Республики, оба пилота погибли.

## Современное состояние

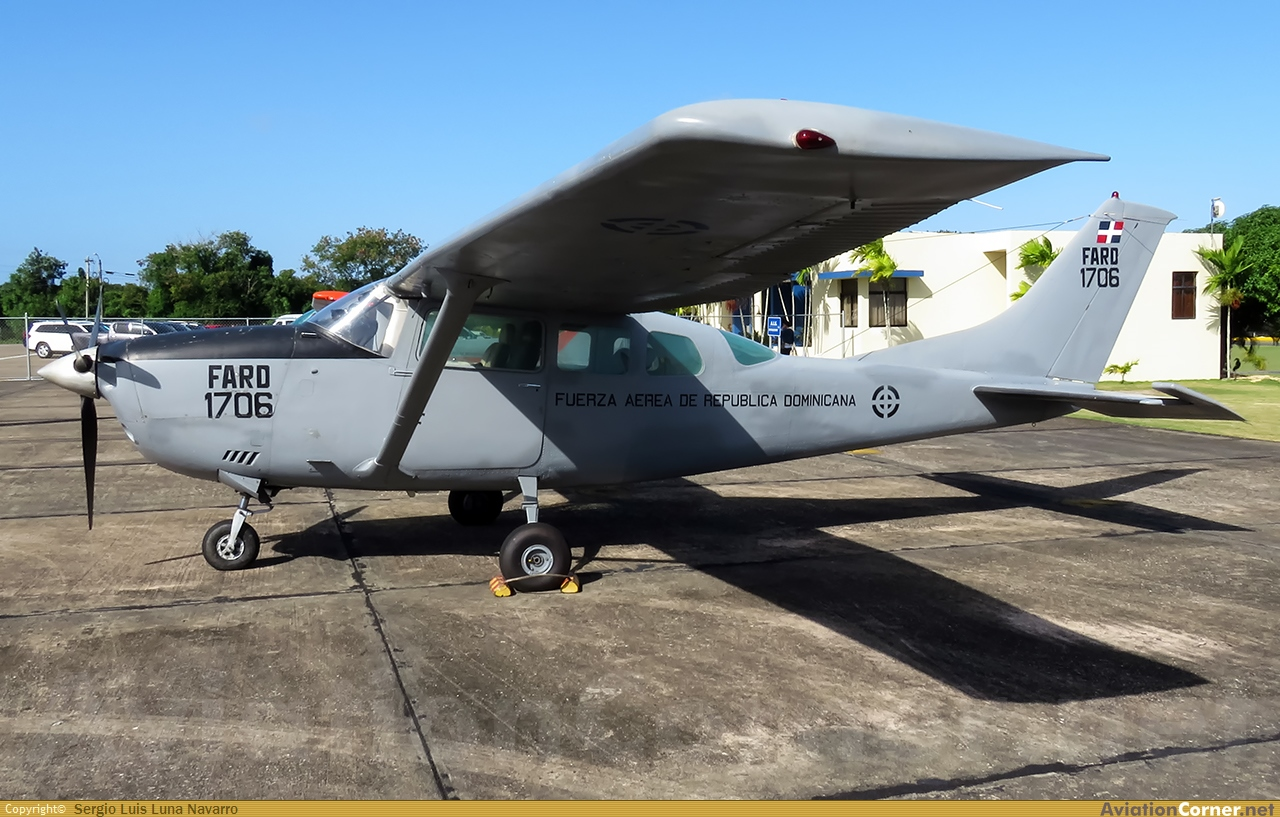
патрульный самолёт «Cessna-206H» ВВС Доминиканской Республики (14 ноября 2018)

Главным местом базирования ВВС является авиабаза «Сан-Исидро», расположенная в 25 км восточнее столицы.
По состоянию на начало 2022 года общая численность личного состава ВВС составляла 16,1 тыс. человек; на вооружении находились один самолёт-разведчик «Aeromot AMT-200 Super Ximango», 13 транспортных самолётов (три CASA C-212-400, одна «Cessna-172», одна «Cessna-182RG», одна «Cessna-206H», одна «Cessna-207», один «Aero Commander-690», три EA-100, один PA-31 и один «Tecnam P2006T»), 12 учебных самолётов (восемь EMB-314 «Супер Тукано» и четыре T-35B), 9 разведывательных вертолётов OH-58 и 16 транспортных вертолётов (13 UH-1H «Ирокез», два S-333 и один Eurocopter H155).
- кроме того, в составе вооружённых сил имелось также подразделение армейской авиации (14 вертолётов)[2]

## Организационная структура
В настоящее время в состав военно-воздушных сил страны входят:
- командование военно-воздушными силами (исп. Comando Aéreo)
- боевая эскадрилья (исп. Escuadrón de Combate)
- транспортная эскадрилья (исп. Escuadrón de Transporte Aéreo)
- поисково-спасательная эскадрилья (исп. Escuadrón de Búsqueda y Rescate)
- подразделение спецназа ВВС (исп. Comando de Fuerzas Especiales)
- подразделение аэродромной охраны (исп. Comando Seguridad de Base)
- подразделение аэродромного обслуживания (исп. Comando de Apoyo de Servicios)
- военный госпиталь (исп. Hospital Militar Dr. Ramón de Lara)

- Colegio Nuestra Señora del Perpetuo Socorro
- Instituto Militar de Estudios Superiores Aeronáuti
- Academia Aérea Gral Piloto Frank Feliz Miranda
- Taller Aeronáutico Nacional
- Comando Mantenimiento Aéreo
- Comando Norte
- Escuadrón de Rescate

## Опознавательные знаки

Опознавательный знак ВВС Доминиканской Республики
Знак на киль
Вариант уменьшенной видимости

## Знаки различия

### Генералы и офицеры
| Категории               | Генералы          | Генералы      | Генералы           | Старшие офицеры | Старшие офицеры  | Старшие офицеры | Младшие офицеры | Младшие офицеры   | Младшие офицеры  | Младшие офицеры   |
| ----------------------- | ----------------- | ------------- | ------------------ | --------------- | ---------------- | --------------- | --------------- | ----------------- | ---------------- | ----------------- |
|                         |                   |               |                    |                 |                  |                 |                 |                   |                  |                   |
| Доминиканское звание    | Teniente general  | Mayor general | General de brigada | Coronel         | Teniente coronel | Mayor           | Capitán         | Primer teniente   | Segundo teniente | Cadete            |
| Российское соответствие | Генерал-лейтенант | Генерал-майор | нет                | Полковник       | Подполковник     | Майор           | Капитан         | Старший лейтенант | Лейтенант        | Младший лейтенант |

### Сержанты и солдаты
| Категории               | Подофицеры        | Подофицеры | Подофицеры | Сержанты и старшины | Сержанты и старшины | Сержанты и старшины | Сержанты и старшины | Солдаты  | Солдаты               |
| ----------------------- | ----------------- | ---------- | ---------- | ------------------- | ------------------- | ------------------- | ------------------- | -------- | --------------------- |
|                         |                   |            |            |                     |                     |                     |                     |          |                       |
| Доминиканское звание    | '                 | '          | '          | Sargento mayor      | Sargento primero    | Sargento A/C        | Sargento            | Cabo     | Rasa de primera clase |
| Российское соответствие | Старший прапорщик | Прапорщик  | нет        | Старшина            | Старший сержант     | Сержант             | Младший сержант     | Ефрейтор | Рядовой               |